# 旧山繁商店
旧山繁商店（きゅうやましげしょうてん）は、愛知県瀬戸市の登録有形文化財。

## 概要
山繁商店は明治中期に初代加藤繁太郎により創業された陶磁器卸問屋である。瀬戸川流域北側に所在する「北新谷」と称される地区の下に立地し、丘陵に集積する瀬戸焼の窯からの製品を集積、運搬に有利な位置を占める。

## 文化財
| 画像 | 名称     | 備考 |
| ---- | -------- | --- |
|      | 新小屋   | 1914年（大正3年）の建築。土蔵造2階建、瓦葺、建築面積125平方メートル。2015年（平成27年）11月17日、国土の歴史的景観に寄与しているものとして、国登録有形文化財として登録される。                                 |
|      | 奥倉庫   | 1950年（昭和25年）の建築。木造平屋建、鉄板葺、建築面積221平方メートル。2015年（平成27年）11月17日、国土の歴史的景観に寄与しているものとして、国登録有形文化財として登録される。                               |
|      | 前倉庫   | 大正時代の業務拡大により、昭和初期に建てられた。木造平屋建、鉄板葺、建築面積133平方メートル。2015年（平成27年）11月17日、国土の歴史的景観に寄与しているものとして、国登録有形文化財として登録される。         |
|      | 離れ     | 1889年（明治22年）の建築。木造2階建、瓦葺、建築面積133平方メートル。2015（平成27年）11月17日、国土の歴史的景観に寄与しているものとして国登録有形文化財として登録される。                                      |
|      | 土蔵     | 1903年（明治36年）の建築。土蔵造2階建、瓦葺、建築面積17平方メートル。2015年（平成27年）11月17日、国土の歴史的景観に寄与しているものとして国登録有形文化財として登録される。                                   |
|      | 事務所   | 1947年（昭和22年）の建築。木造平屋建、鉄板葺、建築面積88平方メートル。2015年（平成17年）11月17日、国土の歴史的景観に寄与しているものとして、国登録有形文化財として登録される。                                |
|      | 旧事務所 | 1914年（大正3年）の建築。木造2階建、瓦葺、建築面積68平方メートル。1995年（平成7年）に改修を受けている。2015年（平成27年）11月17日、国土の歴史的景観に寄与しているものとして国登録有形文化財として登録される。 |
|      | 塀       | 明治中期の建築。木造、瓦葺、延長28メートル、石垣付。敷地南西側の通り沿いを取り囲む。2015年（平成27年）11月17日、国土の歴史的景観に寄与しているものとして国登録有形文化財として登録される。                    |
|      | 中倉庫   | 1947年（昭和22年）の建築。木造平屋建、瓦葺、建築面積122平方メートル。2015年（平成27年）11月17日、国土の歴史的景観に寄与しているものとして国登録有形文化財として登録される。                                   |

## 現地情報
所在地
- 愛知県瀬戸市仲切町23他[WEB 1]

交通アクセス
- 名鉄瀬戸線尾張瀬戸駅から北東方向に8分[2]

### WEB
1. 1 2 3 4 5 6  “旧山繁商店事務所”. 国指定文化財等データベース.   文化庁. 2024年9月24日閲覧。
2. 1 2 3 4  “旧山繁商店新小屋”. 国指定文化財等データベース.   文化庁. 2024年9月24日閲覧。
3. 1 2 3 4  “旧山繁商店奥倉庫”. 国指定文化財等データベース.   文化庁. 2024年9月24日閲覧。
4. 1 2 3 4  “旧山繁商店前倉庫”. 国指定文化財等データベース.   文化庁. 2024年9月25日閲覧。
5. 1 2 3 4  “旧山繁商店離れ”. 国指定文化財等データベース.   文化庁. 2024年9月25日閲覧。
6. 1 2 3 4  “旧山繁商店土蔵”. 国指定文化財等データベース.   文化庁. 2024年9月25日閲覧。
7. 1 2 3 4 5  “旧山繁商店旧事務所”. 国指定文化財等データベース.   文化庁. 2024年9月25日閲覧。
8. 1 2 3 4 5  “旧山繁商店塀”. 国指定文化財等データベース.   文化庁. 2024年9月25日閲覧。
9. 1 2 3 4  “旧山繁商店中倉庫”. 国指定文化財等データベース.   文化庁. 2024年9月25日閲覧。

### 書籍
1. 1 2  三輪邦夫 2015, p. 82.
2. ↑  三輪邦夫 2015, p. 83.